# Усадьба Боткиных на Земляном валу
Усадьба Боткиных — городская усадьба в Москве по адресу улица Земляной Вал, дом 35, строение 1. Объект культурного наследия федерального значения.

## История
Усадьба на этом участке появилась в конце XVIII века, когда Земляной вал ещё не был разобран. Основой главного дома являются палаты конца XVIII века, на что указывают своды помещений подвала. Дошедший до нашего времени классический облик был придан дому после пожара 1812 года, в конце 1810-х годов. К XIX веку укрепления Земляного вала утратили своё значение, и в 1820-е годы на их месте появилась широкая улица. После этого по красной линии улицы была сооружена ограда с воротами, сохранившаяся до настоящего времени, перед домом был разбит сад.
Усадебный комплекс включал в себя жилые и хозяйственные здания, располагавшиеся на месте современного торгового центра «Атриум». Главный дом усадьбы — единственное сохранившееся здание. Он включает в себя 2 полноценных этажа, под крышей находится ещё один антресольный. Фасад здания украшен ионическим портиком из четырёх колонн. Такие дома были распространены при обновлении Москвы после пожара. В интерьерах усадьбы сохранилась мраморная парадная лестница и декоративная отделка парадных комнат.
До 1832 года хозяевами усадьбы была купеческая семья Боткиных. Возможно именно они придали зданию тот вид, в котором оно сохранилось до наших дней. В сентябре 1832 года в этом доме у Петра Кононовича Боткина родился сын Сергей, будущий известный врач-терапевт, в память об этом событии на доме установлена мемориальная доска. После рождения сына Боткины переезжают в усадьбу в Петроверигском переулке, усадьба же на Земляном валу до революции ещё несколько раз меняла хозяев. После прихода советской власти она была использована под административные нужды. В начале 2000-х годов была выполнена реставрация главного дома, в данный момент в нём находится бизнес-центр.

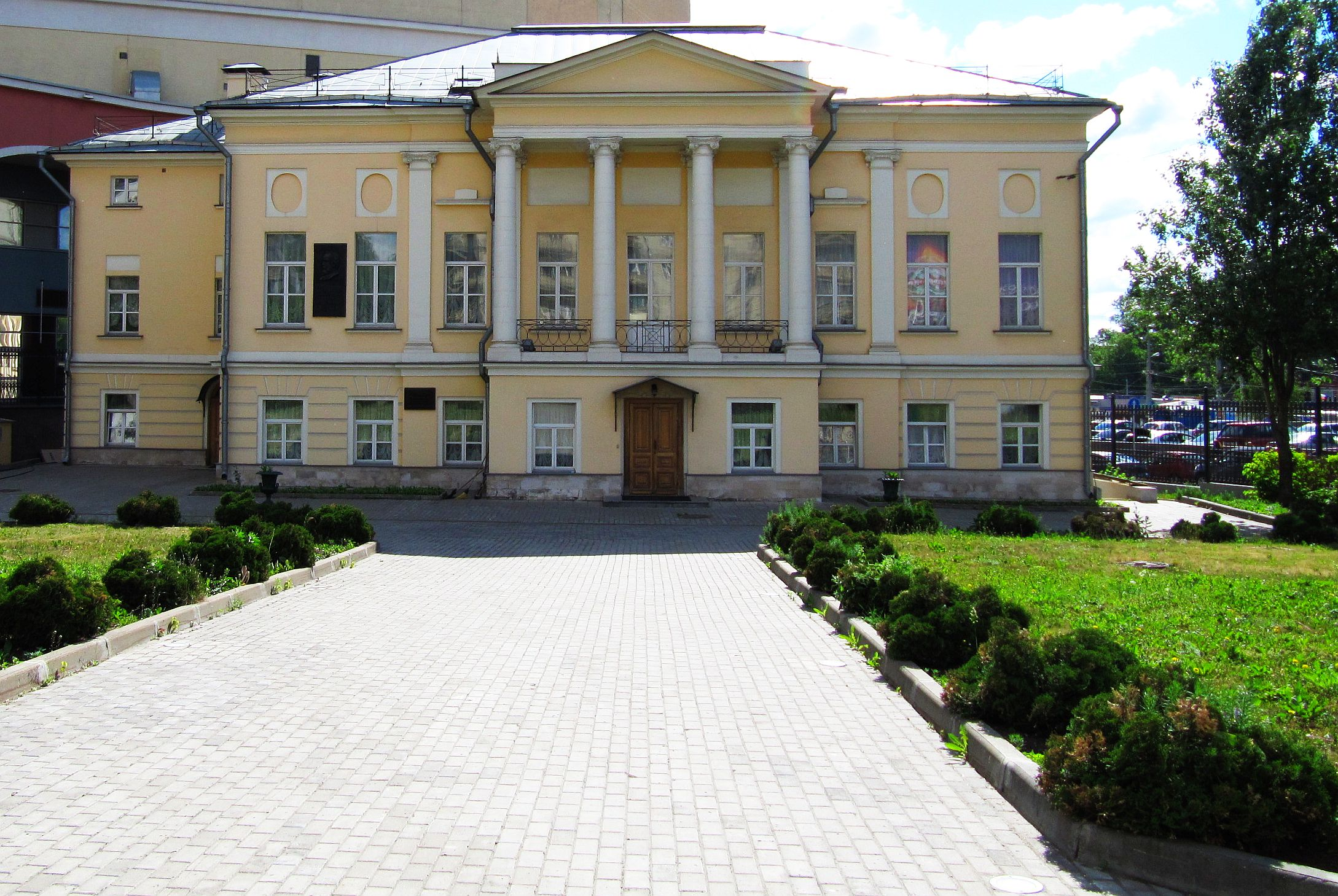
Дом в 2011 году
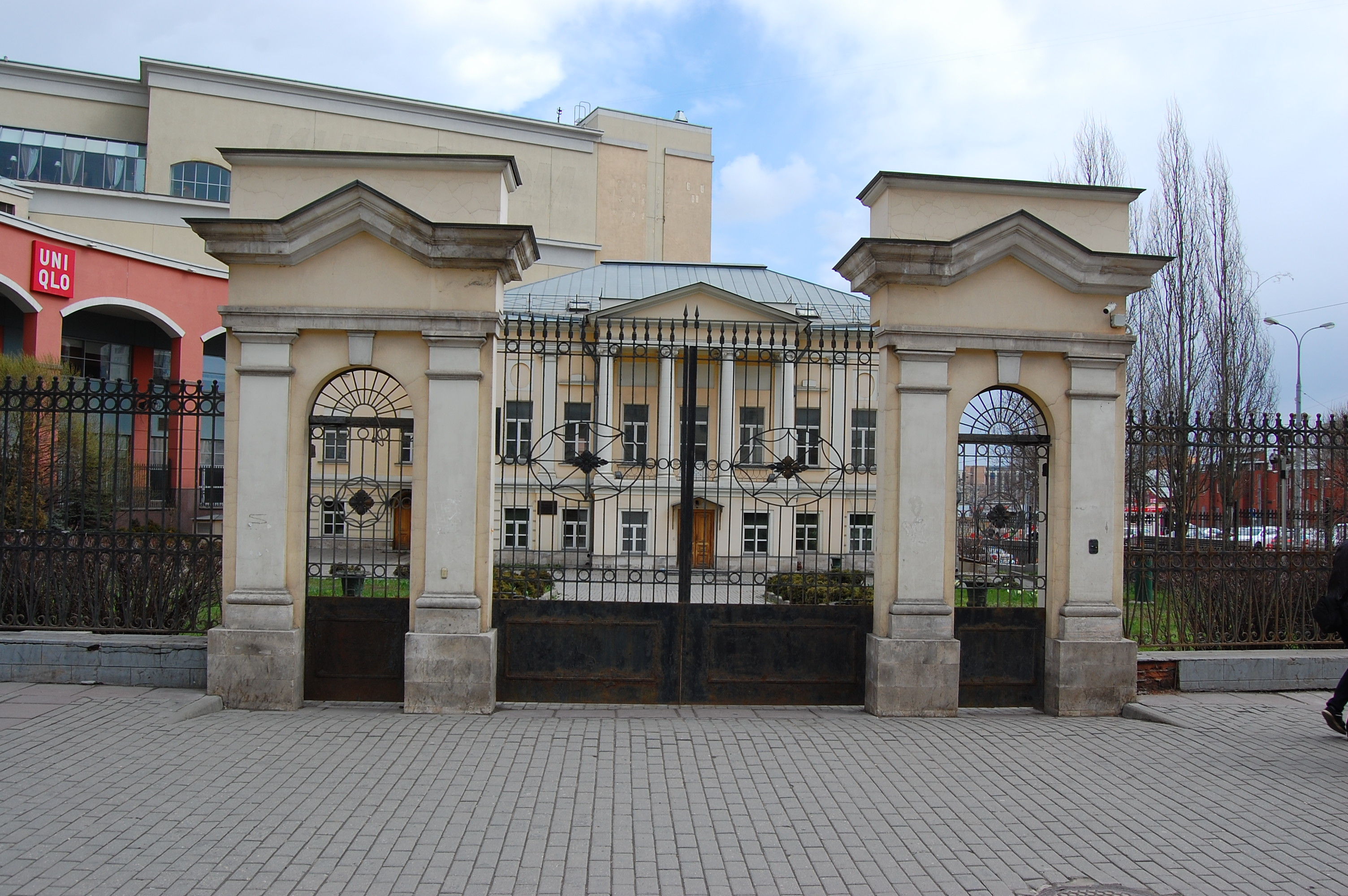
Усадебные ворота